# NK Croatia Sesvete
Nogometni klub Croatia Sesvete bio je hrvatski nogometni klub iz zagrebačke gradske četvrti Sesvete koji je ugašen zbog financijskih dugova 2012. Klupske su boje bile bijela i crvena.
Osvajač je rekordnih šest naslova Kupa Zagrebačkog nogometnog saveza.

## Povijest
Klub je osnovan 1957. pod imenom NK Sljeme, prema istoimenoj tvornici suhomesnatih proizvoda koja je bila sponzor kluba i u sklopu koje je bilo staro igralište i prve prostorije kluba. 
Do 1988. igrao je u različitim ligama pod ovim imenom, a te godine preuzima ime općine iz koje dolazi, pa tako mijenja ime u NK Sesvete. U sezoni 1996./97. klub je nosio ime sponzora – tvrtke alkoholnih pića Badel, koja je tada najveći proizvođač alkoholnih pića u Hrvatskoj. Sljedeće sezone vraća se ime NK Sesvete, a nakon jedne sezone dodan je predmetak Croatia i tada klub posljednji put mijenja ime postavši NK Croatia Sesvete. 

### Dvije sezone u Prvoj HNL
Najveći klupski uspjeh ostvaren je u sezoni 2007./08., pod vodstvom trenera Zlatka Kranjčara, kada je u napetoj završnici prvenstva 2. HNL preteknut Hrvatski dragovoljac i ostvareno promaknuće u elitni klupski razred, Prvu hrvatsku nogometnu ligu. U novoj sezoni, klupski predsjednik Zvonimir Zubak doveo je novo trenersko ime u klub, Ljupka Petrovića, pred kojim je postavljen cilj ostanka u 1. ligi. Nakon u početku uspješnoga mandata, u drugome dijelu sezone Croatia doživljava pad i ostaje na posljednjem mjestu 1. HNL. Nekoliko kola momčad je vodio Srećko Lušić, ujedno i obnašatelj dužnosti športskoga direktora u klubu. Pred sam kraj sezone momčad je preuzeo Milan Đuričić, nekadašnji pomoćnik Ljupka Petrovića. Nakon razigravanja sa šestoplasiranom momčadi Druge HNL, Hrvatskim dragovoljcem, Croatia je ukupnom pobjedom zadržala status prvoligaša i za sezonu 2009./10. U svojoj drugoj prvoligaškoj sezoni (zaredom) Croatia je promijenila čak šest trenera i jesenski dio sezone odigrala vrlo loše zauzevši posljednje, 16. mjesto na ljestvici uz tek jednu pobjedu i četiri neodlučena rezultata u 17 utakmica. U drugi dio sezone momčad je ušla na čelu s Austrijancem Adolfom Pinterom, koji je dobio otkaz već nakon prvoga proljetnoga kola i poraza od Dinama (0:6). Nakon toga, trenerski posao pripao je dotadašnjem športskom direktoru Goranu Jerkoviću i odmah je ubilježena prva domaća pobjeda protiv Međimurja. Međutim, uz tek povremene bolje igre, te još samo 4 osvojena boda neriješenim susretom s Osijekom i pobjedom nad Interom, Croatia je zauzela posljednje, 16. mjesto na ljestvici, te je time, sukladno Pravilniku HNS-a, prešla u niži razred natjecanja, 2. HNL za sezonu 2010./11.

## Stadion, problemi oko domaćinstva
Klub je bio smješten u športskome zdanju Športsko-rekreacijski centar Sesvete u kojem se, osim glavnoga nogometnoga travnjaka, na kojemu je momčad igrala svoje utakmice, nalazio i jedan pomoćni teren, teniski tereni, kuglana, gostionica te restoran. Dugo godina Croatia je svoje utakmice igrala upravo u spomenutom centru, dok 2007. godine Hrvatski nogometni savez, po preporuci UEFA-e, nije pooštrio uvjete licenciranja prvoligašima i drugoligašima. Neki od obveznih uvjeta za igranje u 1. HNL su sigurniji i udobniji stadioni, postavljanje rasvjete na glavnim terenima i terenima za treniranje, poboljšanje objekata za predstavnike medija. S obzirom na to da igralište Croatije nije odgovaralo tim propisima, klub je domaćinstvo morao tražiti drugdje odnosno prijaviti drugi stadion kao domaći. Tako je klub domaće utakmice u najslavnijoj sezoni igrao na stadionu Hrvatskog dragovoljca u Novom Zagrebu. U prvoligaškoj sezoni klub je nastupao na stadionu Kamen-Ingrada u Velikoj. No, klub je domaće utakmice od 6. kola ipak igrao u glavnome gradu. Naime, nakon što je stadion NK Zagreba dobio licencu za odigravanje utakmica T-Com Prve HNL, NK Zagreb prihvatio je zamolbu NK Croatije Sesvete da svoje prvenstvene utakmice kao domaćin igra na stadionu u Kranjčevićevoj kada je to moguće prema utvrđenom rasporedu prvoga dijela prvenstva. Isto se nastavilo i u sljedećoj sezoni, a od sezone 2010./2011. svoje domaće utakmice u Drugoj HNL klub igra na matičnom stadionu, ŠRC-u Sesvete.

## Skandal oko namještanja utakmica 2010.
U lipnju 2010. godine hrvatska je policija u akciji Offside počela provoditi istragu oko navodna namještanja utakmica u Prvoj HNL. Uhićeno je dvadesetero osoba, od čega su devetorica bili igrači Croatije: Miljenko Bošnjak, Goran Jerković, Saša Mus, Ante Pokrajčić, Mario Čižmek, Marko Guja, Ivan Banović i Dario Šušak. Policija je također navela kako je 7 od posljednjih 8 utakmica kluba u sezoni 2009./10. bilo namješteno. Igrači su dobivali svote u iznosu do 40 000 eura. U nekim slučajevima, igrači su uplaćivali „sigurne” oklade na svoje utakmice.

## Ligaški i kup-rezultati
| Sezona    | Liga               | Plasman | Bodova  | Odigrano | Pobjeda | Neriješenih | Poraza | Zabijeno | Primljeno | Kup-plasman  |
| --------- | ------------------ | ------- | ------- | -------- | ------- | ----------- | ------ | -------- | --------- | ------------ |
| 1994./95. | 2. HNL – Zapad     | 3.      | 69      | 36       | 20      | 9           | 7      | 77       | 38        | bez ulaska   |
| 1995./96. | 2. HNL – Zapad     | 12.     | 40      | 34       | 12      | 4           | 18     | 46       | 64        | bez ulaska   |
| 1996./97. | 2. HNL – Središte  | 2.      | 60      | 30       | 19      | 3           | 8      | 53       | 32        | bez ulaska   |
| 1997./98. | 2. HNL – Središte  | 5.      | 66      | 32       | 20      | 6           | 6      | 66       | 28        | četvrtfinale |
| 1998./99. | 2. HNL             | 12.     | 48      | 36       | 14      | 6           | 16     | 52       | 56        | bez ulaska   |
| 1999./00. | 2. HNL             | 12.     | 34      | 32       | 9       | 7           | 16     | 38       | 48        | bez ulaska   |
| 2000./01. | 2. HNL             | 3.      | 65      | 34       | 20      | 5           | 9      | 61       | 33        | pretkolo     |
| 2001./02. | 2. HNL – Zapad-Jug | 7.      | 45      | 30       | 13      | 6           | 11     | 33       | 29        | 1/16 finala  |
| 2002./03. | 2. HNL – Zapad-Jug | 4.      | 44      | 32       | 12      | 8           | 12     | 43       | 52        | 1/16 finala  |
| 2003./04. | 2. HNL – Jug       | 9.      | 41      | 32       | 11      | 8           | 13     | 40       | 47        | 1/8 finala   |
| 2004./05. | 2. HNL – Jug       | 9.      | 38      | 32       | 10      | 8           | 14     | 41       | 47        | bez ulaska   |
| 2005./06. | 2. HNL – Jug       | 2.      | 59      | 32       | 18      | 5           | 9      | 61       | 42        | bez ulaska   |
| 2006./07. | 2. HNL             | 3.      | 59      | 30       | 18      | 5           | 7      | 67       | 38        | 1/16 finala  |
| 2007./08. | 2. HNL             | 1.      | 66      | 30       | 20      | 6           | 4      | 67       | 25        | 1/8 finala   |
| 2008./09. | 1. HNL             | 12.     | 25 (–1) | 33       | 6       | 8           | 19     | 31       | 66        | bez ulaska   |
| 2009./10. | 1. HNL             | 16.     | 14      | 30       | 3       | 5           | 22     | 30       | 81        | 1/16 finala  |
| 2010./11. | 2. HNL             | 11.     | 40      | 30       | 12      | 4           | 14     | 37       | 41        | bez ulaska   |
| 2011./12. | 2. HNL             | 15.     | 16      | 28       | 4       | 4           | 12     | 23       | 52        | bez ulaska   |

## Poznati igrači
- Jasmin Agić (2008. – 2010.)
- Boštjan Cesar (2001.)
- Jerko Leko (1999. – 2000.)
- Vladimir Petrović (2006. – 2009.)
- Renato Pilipović (2005. – 2010.)
- Kristijan Polovanec (1998. – 1999.; 2004. – 2005.; 2008. – 2009.)
- Zedi Ramadani (2008. – 2009.)
- Ante Tomić (2000.)
- Dario Zahora (2000. – 2001.)

## Poznati treneri
- Ljubomir "Ljupko" Petrović
- Milan Đuričić
- Srećko Lušić
- Zlatko Kranjčar

## Vanjske poveznice
- uefa.com profil
- Sportnet.hr profil  Arhivirana inačica izvorne stranice od 16. prosinca 2008. (Wayback Machine)
- Profil, HNS Semafor
- Croatia, Nogometni leksikon